# Märtyrer von Otranto

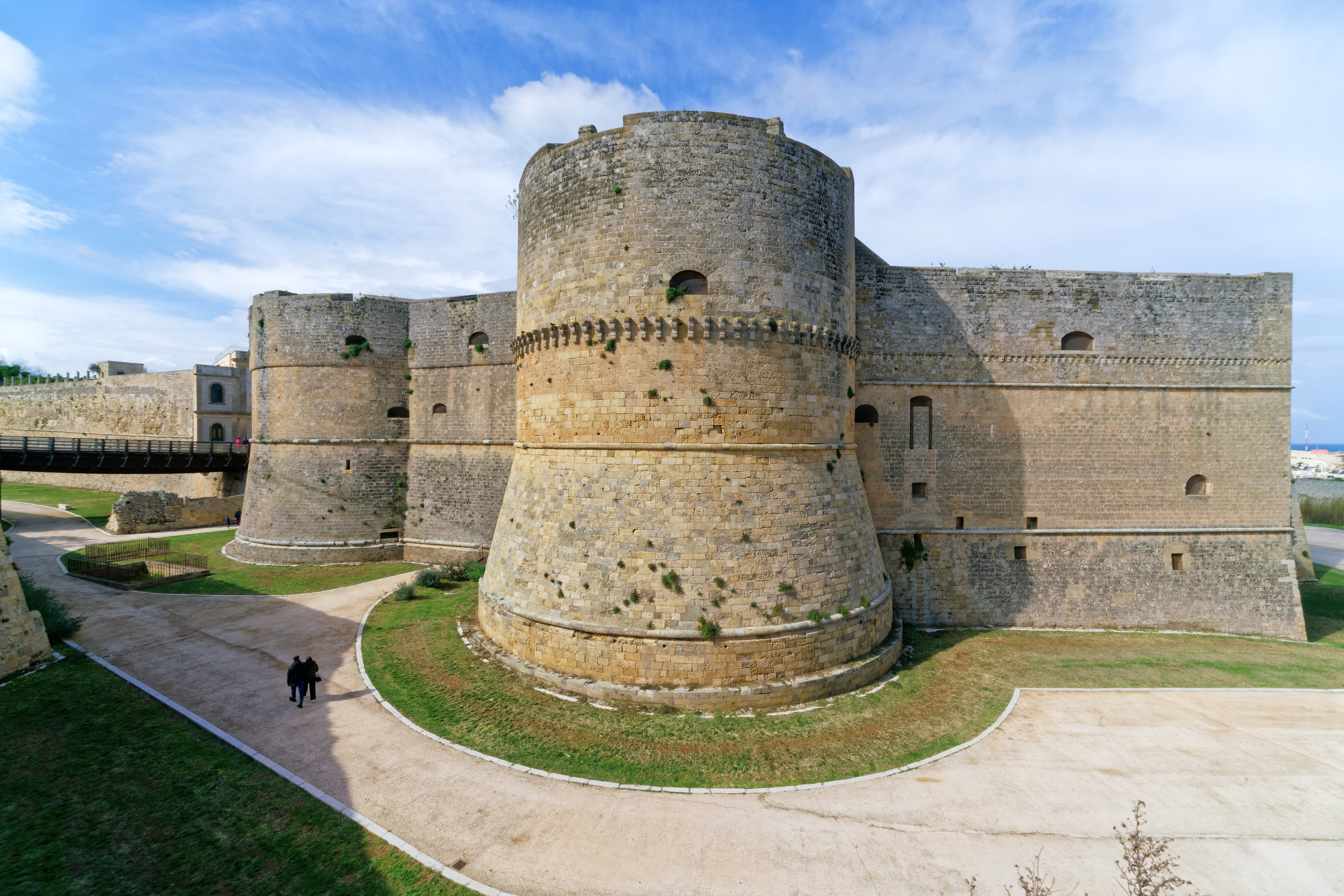
Festung von Otranto

Antonio Primaldo und Gefährten († 14. August 1480 in Otranto, Apulien) gehören zu den 800 Märtyrern von Otranto. Sie fielen einem Überfall osmanischer Streitkräfte zum Opfer und werden in der römisch-katholischen Kirche als Märtyrer und Heilige verehrt. Ihr Gedenktag in der Liturgie ist der 14. August, in Otranto wird das Patronatsfest am 31. Juli gefeiert.

## Überlieferung
Zu Beginn des Otranto-Feldzuges landeten osmanische Streitkräfte unter dem Befehl von Gedik Ahmed Pascha am 28. Juli 1480 in Apulien. Dort zogen sie vor die Stadt Otranto und forderten deren Übergabe. Als die Bevölkerung die Kapitulation verweigerte und sich in die Zitadelle zurückzog, begann die Belagerung der Stadt, die am 11. August 1480 mit ihrer Einnahme endete.
Der städtische Klerus und einige hundert Menschen flüchteten sich in die Kathedrale von Otranto. Zu ihnen gehörte auch Erzbischof Stefano Pendinelli. Die Osmanen forderten sie auf, zum islamischen Glauben zu konvertieren, was von den eingeschlossenen Christen abgelehnt wurde. Daraufhin wurden die Flüchtlinge in der Kathedrale ermordet.
Dem alten Schneider Antonio Pezzulla, der auch als „Il Primaldo“  bekannt war, war die Führung der Stadt übertragen worden. Als auch er den Befehl zum Glaubensübertritt verweigerte, wurde er am 14. August gemeinsam mit mindestens 800 weiteren Menschen hingerichtet. Bei seiner Enthauptung soll sich das Wunder ereignet haben, dass sein Körper nach der stehenden Enthauptung nicht zusammenbrach und es auch dem Henker nicht gelang, seinen leblosen Leib umzuwerfen.

## Verehrung

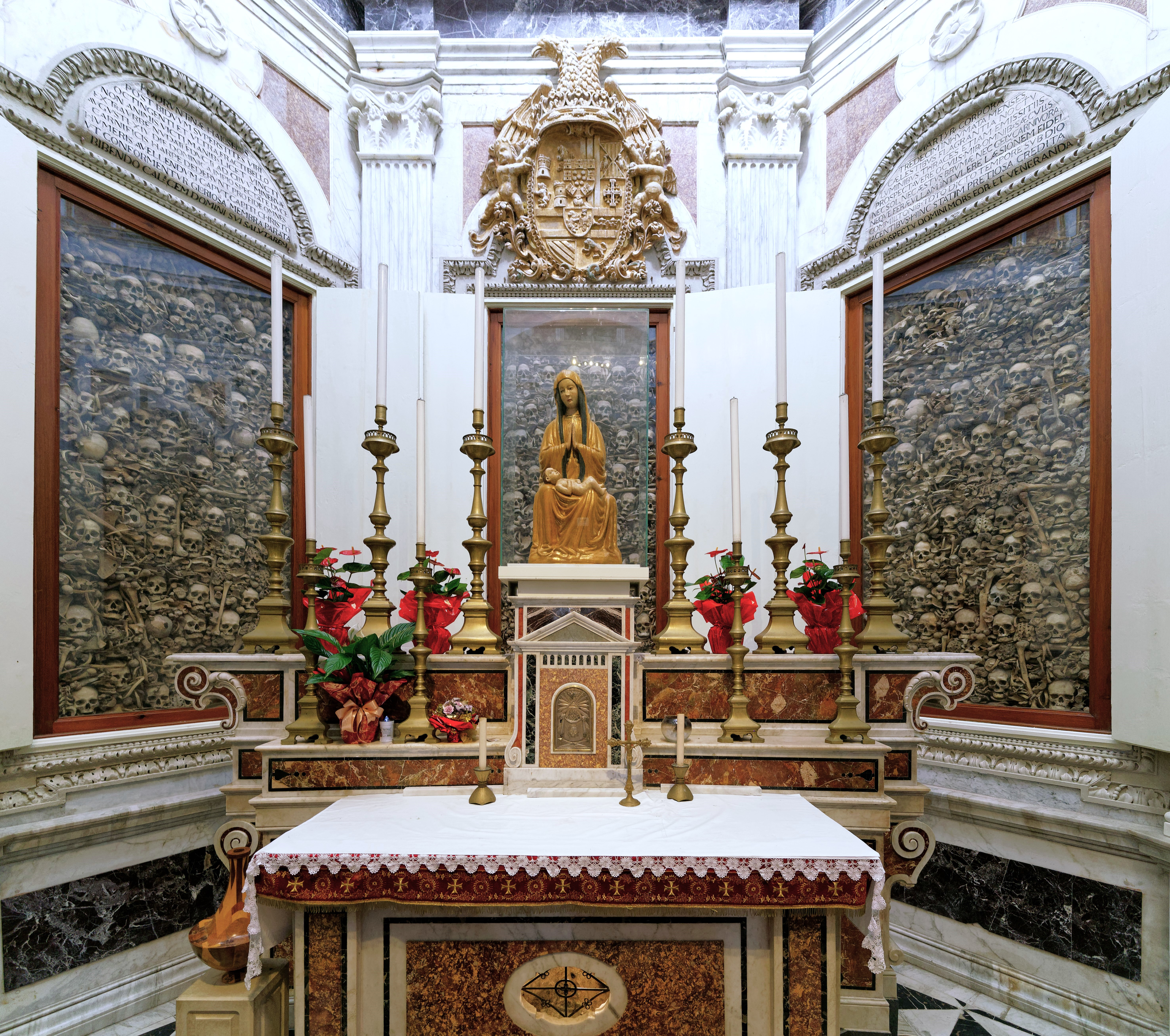
Die Reliquien der Märtyrer in der Kathedrale von Otranto

Am 13. Oktober 1481 wurden die Gebeine der 800 Leichen unversehrt aufgefunden und in der Kathedrale von Otranto beigesetzt. Mehrere Reliquien der Märtyrer wurden über Italien verteilt, vor allem in der Region Puglia, der Halbinsel Salento, in Neapel und Venedig. Einige Reliquien gelangten auch nach Spanien.
Das Verfahren zum Seligsprechungsprozess der 800 Märtyrer von Otranto wurde 1539 eingeleitet. Papst Klemens XIV. sprach sie 1771 selig. Seither gelten Antonio Primaldo und seine Gefährten als Schutzpatrone der Stadt und der Erzdiözese Otranto. Am 6. Juli 2007 erfolgte durch Papst Benedikt XVI. die kanonische Anerkennung ihres Martyriums, da das Motiv der Ermordung der „Hass gegen den Glauben“ (odium fidei) war. Am 20. Dezember 2012 erkannte der Papst die Heilung der Ordensschwester Francesca Levote, die nach Anrufung der seligen Antonio Primaldo und Gefährten geschehen war, als ein Wunder an und unterzeichnete das Dekret für die Heiligsprechung.
Am 12. Mai 2013 sprach Papst Franziskus bei der ersten Heiligsprechung seines Pontifikats Antonio Primaldo und seine Gefährten heilig. Damit hatte er bereits durch die erste Kanonisation seines Pontifikates mehr Menschen heiliggesprochen als jeder andere Papst vor ihm.